# 26. travnja
26. travnja (26. 4.) 116. je dan godine po gregorijanskom kalendaru (117. u prijestupnoj godini).
Do kraja godine ima još 249 dana.

## Događaji
- 1909. – Jezična naredba austrijskog ministra Bienertha kojom je hrvatski jezik uveden u potpunosti kao službeni jezik u Dalmaciji.[1]
- 1916. – rusko-francuski sporazum Sazonov-Paléologue u vezi tadašnje zapadne Armenije
- 1986. – Černobiljska nesreća
- 1911. – osnovan Dinamo Zagreb
- 2020. – broj slučajeva pandemije koronavirusa prestigao brojku od 3 000 000.
- 2025. – Prije sprovoda pape Franje u bazilici sv. Petra sastali se američki predsjednik Donald Trump, ukrajinski predsjednik Volodimir Zelenski, britanski premijer Keir Starmer i francuski predsjednik Emmanuel Macron kako bi nastavili pregovore povodom završetka rata u Ukrajini.[2][3][4]

| - 121. – Marko Aurelije, rimski car († 180.) - 1798. – Eugène Delacroix, francuski slikar († 1863.) - 1890. – Mykola Zerov, ukrajinski pjesnik († 1937.) - 1894. – Rudolf Hess, njemački nacistički političar - 1898. – Vicente Aleixandre, španjolski književnik († 1984.) - 1938. – Božo Biškupić, hrvatski političar - 1943. – Dominik Duka, češki kardinal - 1953. – Aleksandar Mondecar, dizajner scenske rasvjete - 1953. – Vlado Kalember, hrvatski pjevač - 1957. – Vjeko Ćurić, hrvatski franjevac († 1998.) - 1967. – Ivan Kramar, bosanskohercegovački i hrvatski katolički svećenik, franjevac i pjesnik († 2022.) - 1974. – Ivana Miličević, američka glumica - 1976. – Bojan Navojec, hrvatski glumac - 1978. – Saša Matić, srpski pjevač - 1984. – Marija Kobić, hrvatska glumica | - 757. – Stjepan II, papa (* ?) - 1444. – Robert Campin, flamanski slikar (* 1375.) - 1478. – Giuliano de' Medici, firetinski plemić (* 1452.) - 1905. – Franjo Glad, hrvatski (međimursko-kajkavski) pisac (* 1846.) - 1910. – Bjørnstjerne Bjørnson, norveški književnik (* 1832.) - 1914. – Juraj Posilović, zagrebački nadbiskup (* 1834.) - 1920. – Srinivasa Ramanujan, indijski matematičar (* 1887.) - 1937. – Alojz Knafelc, slovenski kartograf i planinar (* 1859.) - 1940. – Carl Bosch, njemački kemičar (* 1874.) - 1969. – Morihei Uešiba, osnivač aikida (* 1883.) - 2005. – Augusto Roa Bastos, paragvajski književnik (* 1917.) |